# День солдата (Бразилія)
День солдата — пам'ятна дата в Бразилії, що припадає на 25 серпня. Дата присвячена дню народження маршала Луїса Алвеша де Ліма-е-Сільва , покровителя бразильської армії, який отримав прізвисько «миротворець» після придушення повстань проти імперського режиму .